# Кобзаренко, Анастасия Степановна
Анастасия Степановна Кобзаренко (8 мая 1934, Рейзерово, Харьковская область — 1 августа 2022, Киев) — советская и украинская библиотекарь, генеральный директор Национальной библиотеки Украины для детей. Герой Украины (2009).

## Биография
Родилась 8 мая 1934 года в селе Рейзерово Оржицкого района Харьковской области (ныне село Райозеро Лубенского района Полтавской области) в сельской семье.
Окончила школу. В 1950 году окончила Днепропетровский техникум культурно-просветительной работы и стала инспектором Лиховского районного отдела культуры Днепропетровской области. Заочно училась в Харькове и в 1957 году окончила Харьковский государственный библиотечный институт, библиотековед.
В 1955—1958 годах работала библиотекарем центральной городской библиотеки в городе Кривой Рог.
Работала заведующей библиотекой Дома офицеров в городе Каунасе, инспектором отдела библиотек Министерства культуры УССР.
Последним и самым важным делом стало руководство Национальной библиотекой Украины для детей.
Президент Украинской ассоциации работников библиотек для детей.
Несколько раз избиралась депутатом Московского и Советского районных советов города Киева.
Умерла 1 августа 2022 года в Киеве.

## Награды
- Герой Украины (с вручением ордена Державы, 19.08.2009) — за многолетний самоотверженный труд по воспитанию молодёжи на принципах духовности, гуманизма и высокой морали;
- Орден княгини Ольги 3-й степени (1998);
- Отличник народного образования УССР (1982)[3];
- Заслуженный работник культуры УССР (1979)[3].